# Cnastis vittata
Cnastis vittata är en stekelart som först beskrevs av Morley 1913.  Cnastis vittata ingår i släktet Cnastis och familjen brokparasitsteklar. Inga underarter finns listade i Catalogue of Life.